# Paauilo
Paauilo és una concentració de població designada pel cens dels Estats Units a l'estat de Hawaii. Segons el cens del 2000 tenia 571 habitants.

## Demografia
Segons el cens del 2000, Paauilo tenia 571 habitants, 191 habitatges, i 142 famílies La densitat de població era de 191,62 habitants per km².
Dels 191 habitatges en un 31,4% hi vivien nens de menys de 18 anys, en un 53,4% hi vivien parelles casades, en un 14,1% dones solteres, i en un 25,7% no eren unitats familiars. En el 20,9% dels habitatges hi vivien persones soles el 10,5% de les quals corresponia a persones de 65 anys o més que vivien soles. El nombre mitjà de persones vivint en cada habitatge era de 2,99 i el nombre mitjà de persones que vivien en cada família era de 3,50.
Per edats la població es repartia de la següent manera: un 28,7% tenia menys de 18 anys, un 7,8% entre 18 i 24, un 23,5% entre 25 i 44, un 23,5% de 45 a 64 i un 16,5% 65 anys o més.
L'edat mediana era de 37,4 anys. Per cada 100 dones hi havia 101,77 homes. Per cada 100 dones de 18 o més anys hi havia 105,56 homes.
La renda mediana per habitatge era de 34.659 $ i la renda mediana per família de 34.792 $. Els homes tenien una renda mediana de 23.750 $ mentre que les dones 25.000 $. La renda per capita de la població era de 13.477 $. Aproximadament l'11,3% de les famílies i el 12,3% de la població estaven per davall del llindar de pobresa.

## Poblacions properes
El següent diagrama mostra les poblacions més properes.